# Discoverer 25
Discoverer 25 – amerykański satelita wywiadowczy. Stanowił część tajnego programu CORONA. Był to siódmy statek z drugiej serii satelitów programu CORONA, nazwanych KH-2. Po wykonaniu 33 orbit i pobycie przez 50 godzin i 3 minuty na orbicie, kapsuła powrotna z materiałem zdjęciowym powróciła na Ziemię. Nie udało się przechwycić pojemnika w powietrzu, gdyż wpadł nieco na północ od przewidywanego rejonu. Po zlokalizowaniu miejsca upadku do Oceanu Spokojnego, na północ od wysp Hawajskich, trzech płetwonurków umieściło pojemnik na tratwie.  Wyłowił ją niszczyciel USS „Radford”. Misja zakończyła się połowicznym sukcesem, gdyż wszystkie zdjęcia pokrywały smugi.
Statki serii KH-2 (Discoverer 18, Discoverer 25 i Discoverer 26) zużyły razem 5470,85 metrów taśmy filmowej, na których wykonały 7246 fotografii.

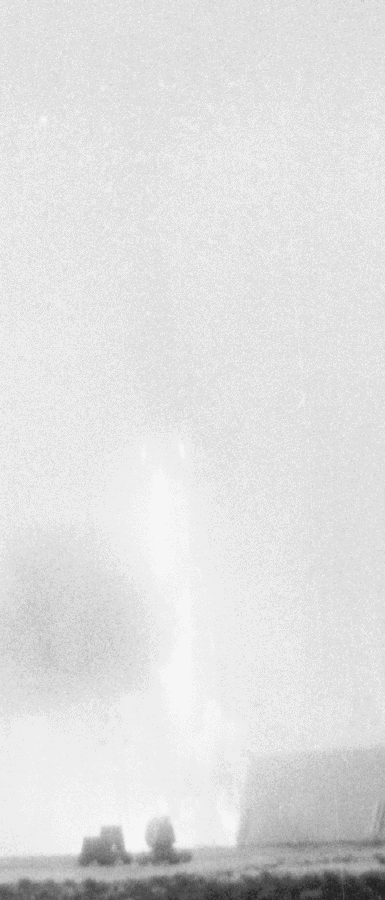
Niemal niewidoczna zza dymu rakieta Thor Agena B z satelitą Discoverer 25

## Ładunek
- Kamera panoramiczna C-Prime – ogniskowa 61 cm, rozdzielczość (na powierzchni Ziemi) 9 m
- Dozymetry promieniowania
- Filmy fotograficzne czułe na ekspozycje neutronami, promieniowaniem X i gamma
- Miernik ciśnienia atmosferycznego
- Próbki metali zwykłych i ziem rzadkich, w celu zbadania wpływu promieniowania na nie